# Veglio
Veglio – miejscowość i gmina we Włoszech, w regionie Piemont, w prowincji Biella.
Według danych na styczeń 2009 gminę zamieszkiwały 593 osoby przy gęstości zaludnienia 87,2 os./1 km².